# Troisième congrès du Parti du travail de Corée
Le Troisième congrès du Parti du travail de Corée a lieu en Corée du Nord du 23 au 29 avril 1956.

## Contexte politique
A cette époque, le parti est divisé en trois factions : la faction pro-soviétique, la faction pro-chinoise et la faction pro-guerilla. Cette dernière est la plus proche de Kim Il-sung.
Dans un contexte de déstalinisation générale des partis communistes du bloc soviétique prônée par l'U.R.S.S depuis la mort de Staline en 1953, les factions pro-soviétique et pro-chinoise s'unissent pour rejeter la concentration du Parti, du gouvernement et de l'armée dans les mains d'un seul homme.
Ils souhaitent démettre Kim Il-sung de son poste de Président du Parti et le remplacer par un « comité collectif » égalitaire.

## Le Congrès

### Organisation des Congrès du Parti du travail de Corée
Les Congrès du Parti du travail de Corée (PTC) doivent en théorie se tenir tous les quatre ans. Dans les faits, les dispositions statutaires relatives à la tenue d'un congrès du Parti n'ont jamais été respectées. Cependant, les statuts prévoient que l'intervalle de quatre ans peut varier en fonction des « circonstances ». D'ordre politique pour les deux premiers congrès (fusions de partis conduisant à la formation d'un unique parti communiste), elles furent d'ordre militaire concernant le troisième. La Guerre de Corée (1950-1953) explique le report du IIIe Congrès.
L'ordre du jour, fixé dès l'annonce de la tenue du Congrès, suit la tradition suivante : 
- présentation du travail du Comité Central ;
- présentation du travail de la Commission de contrôle du Comité Central ;
- élection des organes dirigeants ;
- révision des statuts.

### La tenue du Congrès
Convoqué à Moscou pendant six semaines, Kim Il-sung ne prend conscience du complot fomenté contre lui qu'à son retour de Moscou. Pendant son absence, Pak Chang-ok, chef de la faction soviétique, Choi Chang-ik, et des membres de premier plan conçoivent un plan pour attaquer Kim Il-sung au prochain plénum du Comité central et le critiquer de n'avoir pas « corrigé » ses méthodes de gouvernance.
Kim Il-sung retarde la tenue du 2e plénum du 3e congrès au mois d'août 1956. C'est l'Incident de la faction d'août. Pendant le congrès, le camp de Kim Il-sung accuse l'opposition d'être « anti-parti » et demande l'exclusion de Yun Kong-hum. Kim Il-sung, quant à lui, neutralise les critiques dont il fait l'objet en promettant d'inaugurer des changements et de modérer le régime, des promesses qui n'ont jamais été suivies.
La majorité du comité vote en faveur du soutien à Kim Il-sung et également en faveur de la répression de l'opposition, excluant Choi et Pak du Comité central.

## Conséquences
Pour contrer la menace, Kim-Il-sung purge et élimine les principaux organisateurs du putsch. Sur demande de l'U.R.S.S et de la Chine, les purges prennent fin en septembre 1956 ; mais en 1957, les derniers membres des factions pro-soviétiques et pro-chinoises sont éliminés, emprisonnés ou exilés.
Le Comité central et le Bureau politique du Parti du travail de Corée, ne compte alors plus que des fidèles de Kim Il-sung. En supprimant toute opposition interne, il étend son contrôle absolu sur le Parti, l’État et l'armée.